# Кадук карликовий
Кадук карликовий (Myrmotherula brachyura) — вид горобцеподібних птахів родини сорокушових (Thamnophilidae). Мешкає в Південній Америці.

## Опис
Довжина птаха становить 7-8 см, вага 6-8 г. Голова, крила і верхня частина тіла самця чорні, поцятковані широкими білими з жовтуватим відтінком смугами. Горло біле, поцятковане чорними смжками, нижня частина тіла жовтувато-сіра. Голова самиці охристо-коричнева, груди жовтувато-коричневі.

## Поширення і екологія
Карликові кадуки мешкають в Бразилії, Колумбії, Венесуелі, Гаяні, Французькій Гвіані, Суринамі, Еквадорі, Болівії та Перу. Вони живуть в рівнинних тропічних лісах і заболочених лісах на висоті до 1100 м над рівнем моря.

## Поведінка
Карликові кадуки харчуються комахами, павуками та іншими безхребетними, яких ловлять в кронах дерев, на висоті 8-25 м над землею.